# Паљење крста
Паљење крста је пракса која је данас углавном повезана са Кју-клукс-кланом, иако је, историјски гледано, пракса паљења крстова забележена много пре оснивања клана. Током првих деценија двадесетог века Кју-клукс-клан је почео палити крстове на узвишењима и близу кућа оних које су желели да застраше.

## Знак Кју-клукс-клана
Клан из доба реконструкције није палио крстове, али је Томас Диксон у својој трилогији романа приказао романтичну верзију Кју-клукс-клана у којој су његови чланови палили крстове. Могуће је да је Диксон своје писање темељио на описима ватреног крста у делима Волтера Скота, или на другим књижевним или историјским изворима. Филм Рођење нације из 1915. је заснован на два Диксонова романа. У филму се цитира Диксонов роман The Clansman у делу који говори:
| „ | У стара времена, када је старешина нашег народа позивао клан на задатак живота и смрти, ватрени крст, угашен крвљу жртве, је преко брзог курира слат од села до села ... древни симбол непобедиве расе људи. | ” |

Исте године када је објављен филм „Рођење нације“ линчован је јеврејско-амерички предузетник Лео Франк. Два месеца после линча, починиоци су запалили крст. Вилијем Џозеф Симонс који је основао нови клан касније исте године, запалио је крст током церемоније оснивања на врху Стоун Маунтина. Многи који су присуствовали церемонији оснивања Клана су директно учествовали у Франковом линчу.
Многи хришћани сматрају светогрђем паљење или уништавање крста на други начин, међутим за хришћане у Клану то није паљење него осветљење крста, и представља симбол вере члана.

## Шкотски корени
У Шкотској је огњени крст познат као Crann Tara, коришћен за објаву рата. Запаљени крст је био знак свим члановима клана да крену у одбрану територије. У другим приликама, мали запаљени крст је ношен од града до града. Ова употреба је описана у романима и поезији Волтера Скота.